# 金立智能手机杯海峡両岸囲棋冠軍争覇戦
金立智能手机杯海峡両岸囲棋冠軍争覇戦（きんりつちのうしゅきはい かいきょうりょうがんいきかんぐんそうはせん、金立智能手机杯海峡两岸围棋冠军争霸赛、金立智能手機杯海峽兩岸圍棋冠軍爭霸戰）は、中国と台湾の囲碁のタイトル保持者による国際棋戦。金立智能手机杯中国囲棋世界冠軍争覇戦から改名して、2014年に開始。
- 主催 中国囲棋協会、九洲文化伝播中心
- 協賛 金立通信設備有限公司、矽品精密工業股分有限公司、聯発科技株式股分有限公司、(第4回)重慶仙桃数据谷投資管理有限公司
- 共催 台湾棋院、海峰棋院、北京清蘭奕通文化伝播有限責任公司
- 優勝賞金 18万元

2014年第1回、2015年第3回は台北市、2015年第2回は貴陽市で開催。2016年には授賞式において、出場4名が各賞金から2万元ずつを台風被害に遭った台湾台東県に寄附することを表明した。
2024年には、海峡両岸曁港澳 豪傑杯囲棋招待戦（海峡两岸暨港澳豪杰杯围棋邀请赛）が開催された。

## 方式
- 第1-3回は、中国3名、台湾1名の計4名のタイトル獲得者によるリーグ戦。第4回は8名によるトーナメント戦。
- 持時間は第1-3回は各1時間、第4回は30分、使い切ると60秒の秒読み。

## 成績
（左から1-4位）
- 第1回 2014年 羋昱廷　柁嘉熹　唐韋星　王元均
- 第2回 2015年 唐韋星　柯潔　王元均　古力
- 第3回 2016年 唐韋星　時越　周俊勲　柯潔

（第4回からは決勝戦、左が勝者）
- 第4回 党毅飛 - 陳耀燁

### 第1回
- 第1戦 2014年7月15日
  - 羋昱廷 ○ - × 唐韋星
  - 柁嘉熹 ○ - × 王元均
- 第2戦 2014年7月16日
  - 羋昱廷 ○ - × 王元均
  - 柁嘉熹 ○ - × 唐韋星
- 第3戦 2014年7月17日
  - 羋昱廷(3-0) ○ - × 柁嘉熹(2-1)
  - 唐韋星(1-2) ○ - × 王元均(0-3)

### 第2回
- 第1戦 2014年7月17日
  - 唐韋星 ○ - × 柯潔
  - 古力 ○ - × 王元均
- 第2戦 2014年7月18日
  - 唐韋星 ○ - × 古力
  - 柯潔 ○ - × 王元均

（唐韋星が2連勝で優勝）
- 第3戦 2014年7月19日
  - 柯潔(2-1) ○ - × 古力(1-2)
  - 王元均(1-2) ○ - × 唐韋星(2-1)

（唐韋星に勝った王元均が3位）

### 第3回
- 第1戦 2016年7月15日
  - 唐韋星 - 時越
  - 柯潔 - 周俊勲
- 第2戦 2016年7月16日
  - 周俊勲 - 唐韋星
  - 時越 - 柯潔
- 第3戦 2016年7月17日
  - 唐韋星(2-1) - 柯潔(1-2)
  - 時越(2-1) - 周俊勲(1-2)

### 第4回
- 1回戦（2017年7月21日）党毅飛 - 王元均、范廷鈺 - 柯潔、唐韋星 - 檀嘯、陳耀燁 - 古力
- 2回戦（2017年7月22日）党毅飛 - 范廷鈺、陳耀燁
- 決勝戦（2017年7月23日）党毅飛 - 陳耀燁

## 海峡両岸曁港澳豪傑杯囲棋招待戦
2024年に香港で中国、台湾の3名の棋士により実施された。大湾区囲棋連盟主催、香港珠海学院共催。
結果
- 第1戦（12月13日） 張璇 - 兪俐均
- 第2戦（12月13日） 徐瑩 - 張璇
- 第3戦（12月14日） 兪俐均 - 徐瑩

（3名が1勝1敗の同率1位）

## 注
1. ↑  棋城「兩岸圍棋冠軍賽閉幕」
2. ↑  新浪体育「港澳豪杰杯激战落幕：张璇徐莹俞俐均并列第一」2024.12.14